# Ramón Camps
Ramón Juan Alberto Camps (Paraná, Entre Ríos, 25 de enero de 1927 - Buenos Aires, 22 de agosto de 1994) fue un militar argentino perteneciente al Ejército, general de brigada, jefe de la Policía Federal (1977-1979) y jefe de la Policía de la Provincia de Buenos Aires (1976-1977). Es uno de los mayores responsables de la represión en la Provincia de Buenos Aires durante la dictadura militar autodenominada Proceso de Reorganización Nacional. Por ello fue condenado en 1986 por delitos de lesa humanidad y destituido de su rango. En 1990 fue indultado por el presidente Carlos Menem y murió en libertad en 1994.
Fue jefe del Circuito Camps, una estructura represiva de 29 centros clandestinos de detención en Buenos Aires. Esta red fue responsable del Caso Timerman, el Caso Graiver y la Noche de los Lápices, entre otros.

## Participación en la dictadura militar
En abril de 1977, el entonces coronel Ramón Camps, es puesto al frente de la Policía Federal Argentina, cargo que ejerció hasta comienzos de 1979, cuando fue reemplazado por el General de Brigada Juan Bautista Sasiaiñ.
En 1977, Camps secuestró a la familia Graiver, dueña de la que sería posteriormente Papel Prensa S. A., durante la adquisición irregular, en tiempos de la dictadura militar del Proceso de Reorganización Nacional.

Lidia, la viuda, fue convencida para firmar el preboleto de venta sin chistar. Reunió a Juan y a Isidoro, les pidió que la acompañaran al solemne acto, celebrado en el despacho de Bartolomé Mitre (dueño del diario La Nación), a quien acompañaban Patricio Peralta Ramos (dueño del diario La Razón) y Héctor Magnetto (testaferro del diario Clarín). El traspaso a los tres diarios se firmó el 18 de enero de 1977. Después de ceder las acciones los miembros del Grupo Graiver fueron detenidos e intervenidos en todos sus bienes para evitar que algún reclamo de herederos afectara la tenencia de Clarín y sus socios. El general Camps, jefe de Policía de la provincia de Buenos Aires, efectuó personalmente las detenciones. Los Graiver ni siquiera cobraron la cesión de las acciones.

Camps fue uno de los pocos militares del Proceso de Reorganización Nacional en los se destacó el antisemitismo generalizado, que él denominaba «la cuestión judía». Llegó a diseñar un juicio en masa contra los judíos más prominentes con el fin de condenarlos por sionismo. En ese contexto Camps secuestró y torturó a Jacobo Timerman, director del diario La Opinión, quien pocos meses después, debido a la presión internacional, fue puesto en libertad y expulsado del país. En aquella oportunidad, Camps realizó una conferencia de prensa con el fin de mostrar que Timerman era sionista y con ese fin reprodujo una parte de la grabación del interrogatorio al que bajo tortura fue sometido Timerman, donde podía oírse:

Camps: ¿Admite que es judío?

Timerman: Bueno... sí.

Camps (gritando): ¡Entonces es sionista!

Timerman: Bueno... no lo sé, tal vez.

En noviembre de 1982 publicó un libro contra Jacobo Timerman, titulado Caso Timerman. Punto final.
A finales de 1983, el periodista español Santiago Aroca, de la revista Tiempo entrevistó a Camps. En la entrevista, el general defendió la tortura como el camino más corto para conseguir datos, confesó simpatías con Adolf Hitler (aunque negó ser nazi), admitió haber secuestrado a «niños de desaparecidos», eliminado a «periodistas molestos» y haber hecho desaparecer a 5000 «subversivos».

### El «circuito Camps»
El «circuito Camps» eran las dependencias de la policía de la provincia de Buenos Aires que estaban al mando del entonces general Ramón Camps. Los lugares señalados como «centros clandestinos de detención» ―que desde 1984 serían materia de juzgamiento como delitos de lesa humanidad― son:
- la Comisaría V de La Plata,
- el Destacamento de Arana (llamado «Pozo de Arana»),
- la Brigada de Investigaciones de La Plata,
- la Subcomisaría de Don Bosco ―denominada Puesto Vasco―,
- el COT I Martínez,
- la Brigada de San Justo.

Los secuestrados en esos centros seguían siempre determinados recorridos.

## Juicios
- El 19 de enero de 1984, el decreto 280 del gobierno de Raúl Alfonsín ordenó la detención del general Camps.
- El 12 de marzo de 1984, el Consejo Supremo de las Fuerzas Armadas dispuso su prisión preventiva rigurosa.
- En 1986, la Fiscalía General lo acusó de 214 secuestros extorsivos con cuarenta y siete desapariciones, ciento veinte casos de tormentos, treinta y dos homicidios, dos violaciones sexuales, dos abortos provocados por torturas, dieciocho robos y dieciocho sustracciones de menores.
- En 1986, la Cámara Federal lo encontró culpable de setenta y tres casos de tormentos seguidos de asesinatos y lo condenó a veinticinco años de reclusión con degradación e inhabilitación a perpetuidad. Posteriormente se le denegó la obediencia debida por haber tenido «alta capacidad decisoria» en las órdenes impartidas.

## Indulto
El 30 de diciembre de 1990, el presidente Carlos Saúl Menem firmó el indulto n.º 2741, causa n.º 44/85: «Causa incoada en virtud del decreto N.º 280/84 del PEN», que dejaba en libertad a todos los responsables de crímenes de lesa humanidad cometidos durante la dictadura:
Jorge Rafael Videla,
Emilio Eduardo Massera,
Orlando Ramón Agosti,
Roberto Eduardo Viola y
Armando Lambruschini
(quienes habían sido condenados el 9 de diciembre de 1985)
y también a Ramón Camps.

## Fallecimiento
Camps falleció en Buenos Aires el 22 de agosto de 1994, luego de una larga lucha contra el cáncer de próstata (diagnosticado al menos desde 1986).